# Декларация о государственном суверенитете Татарской Советской Социалистической Республики
Декларация о государственном суверенитете Татарской Советской Социалистической Республики (тат. Татарстан Совет Социалистик Республикасының дәүләт суверенлыгы турында декларация) — декларация, согласно которой Татарская Автономная Советская Социалистическая Республика была преобразована в Татарскую Советскую Социалистическую Республику, а затем и в Республику Татарстан.

## История
Декларация о государственном суверенитете была подписана 30 августа 1990 года Председателем Верховного Совета Татарской Автономной Советской Социалистической Республики Минтимером Шаймиевым. По декларации высшим органом государственной власти Республики определялся Верховный Совет Татарской Советской Социалистической Республики.